# Neocolectivismo
Se llama neocolectivismo a una doctrina mitigada del colectivismo propagada por el belga Vandervelde y el francés Juan Jaurés a fin de captar la adhesión de los campesinos y los pequeños industriales. 
Según el neocolectivismo, la apropiación colectiva no es necesaria desde el punto de vista del interés social más que en aquellas ramas de la industria en que la concentración de capitales ha hecho desaparecer la pequeña propiedad fundada en el trabajo. Por lo tanto, el colectivismo no será integral hasta el día en que la industria y el comercio en pequeña escala desaparezcan por completo.